# Uroboros

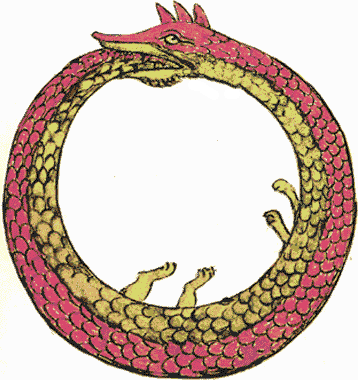
Wyobrażenie Uroborosa autorstwa Theodoros Pelecanos z 1478 z traktatu alchemicznego zatytułowanego Synosius.

Uroboros (stgr. Οὐροβόρος; także Urobor) – symbol przedstawiający węża z ogonem w pysku, który bez przerwy pożera samego siebie i odradza się z siebie. Powstał najpóźniej w starożytnym Egipcie, w XIV w. p.n.e.; był potem używany w starożytnej Grecji, średniowieczu i nowożytności.

## Symbolika
Jako symbol gnostyków Urobor wyraża jedność duchową i fizyczną wszechrzeczy, która nigdy nie zaniknie i będzie trwać w nieskończoność w formie ciągłej destrukcji i odradzania się. Urobor pierwotnie był symbolem rzeki, jaka miała opływać Ziemię, niemającej źródeł, ani ujścia, do której wlewały się wody wszystkich rzek i mórz na świecie.
Jest to symbol nieskończoności, wiecznego powrotu i zjednoczenia przeciwieństw (coincidentia oppositorum lub coniunctio oppositorum). Gryzący własny ogon wąż wskazuje, że koniec w procesie wiecznego powtarzania odpowiada początkowi. Mamy tu do czynienia z symboliką cyklicznego powtarzania – obiegu czasu, odnawiania się świata i światów, śmierci i odrodzenia; wieczności.
W symbolice alchemicznej urobor to symbol zamkniętego, stale się powtarzającego procesu przemiany materii – procesu, który w formie faz podgrzewania, parowania, chłodzenia i kondensacji cieczy ma prowadzić do sublimacji substancji. Urobor to odpowiednik kamienia filozoficznego.
W psychologii analitycznej Carla Gustava Junga Urobor to metafora wczesnodziecięcej fazy rozwoju, w której jeszcze nie zaszedł proces różnicowania na świat zewnętrzny i wewnętrzny, a zatem fazy, w której nie uformowała się jeszcze tożsamość seksualna. Dopiero powstająca świadomość „ja” pozwoli przełamać fazę uroboralną, różnicując świat na matriarchalny i patriarchalny.

## Nawiązania w świecie współczesnym
Zarówno symbol jak i jego nazwa są często wykorzystywane w kulturze popularnej. Istnieje np. album UROBOROS grupy Dir En Grey. Poza tym istnieje np. imprint wydawniczy Uroboros. 

## Mitologia skandynawska
W mitologii skandynawskiej odpowiednikiem Uroborosa jest wąż Midgardsorm (zwany również: Jormungand, Midhgardhsormr, Midgårdsormen), oplatający swoim ciałem całą Ziemię. Jest jednym z dzieci Lokiego; podczas trwania Ragnaröku ma zatruć swym jadem każdy zbiornik wodny na świecie. Ostatecznie zginie pokonany przez Thora, którego jednak śmiertelnie zatruje.